# Rune Bjurström
Rune Bjurström (Rune Karl David Bjurström; * 22. September 1912 in Grödinge, Botkyrka; † 29. August 1996 in Tullinge, Botkyrka) war ein schwedischer Geher.
Bei den Olympischen Spielen 1948 in London wurde er in 4:56:43 h Sechster im 50-km-Gehen.
Seine persönliche Bestzeit über diese Distanz von 4:26:08 h stellte er 1942 auf.